# Luciano (ur. 1980)
Luciano José Pereira da Silva (ur. 16 marca, 1980 w Porciuncula) – brazylijski piłkarz występujący na pozycji bramkarza. Mierzy 179 cm wzrostu. W latach 2007–2014 był zawodnikiem holenderskiego FC Groningen. Do Holandii trafił w 2007 roku z belgijskiego Germinal Beerschot.